# Leyte
Leyte – filipińska wyspa w środkowej części kraju. Położona między wyspami: Bohol i Cebu (na zachodzie), Samar (północny wschód) i Mindanao (na południu). Górzysta, liczne wygasłe wulkany. Najwyższy szczyt 1350 m n.p.m.
Panuje tu klimat równikowy, wilgotny. Zachowało się niewiele naturalnych obszarów leśnych. Podstawą gospodarki jest rolnictwo. Uprawia się trzcinę cukrową, banany, tytoń szlachetny, ryż i kukurydzę. Ludność zajmuje się rybołówstwem. Występują złoża manganu. Głównymi miastami są: Tacloban i Ormoc. Leyte jest połączona mostem San Juanico biegnącym nad cieśniną San Juanico z wyspą Samar.
8 listopada 2013 wyspę spustoszył tajfun Haiyan. Według wstępnych szacunków śmierć poniosło co najmniej 10 tysięcy osób. Zniszczone zostało w znacznym stopniu miasto Tacloban. Na sąsiedniej wyspie Samar żywioł zabił co najmniej 300 osób.